# ナム・ヤオ

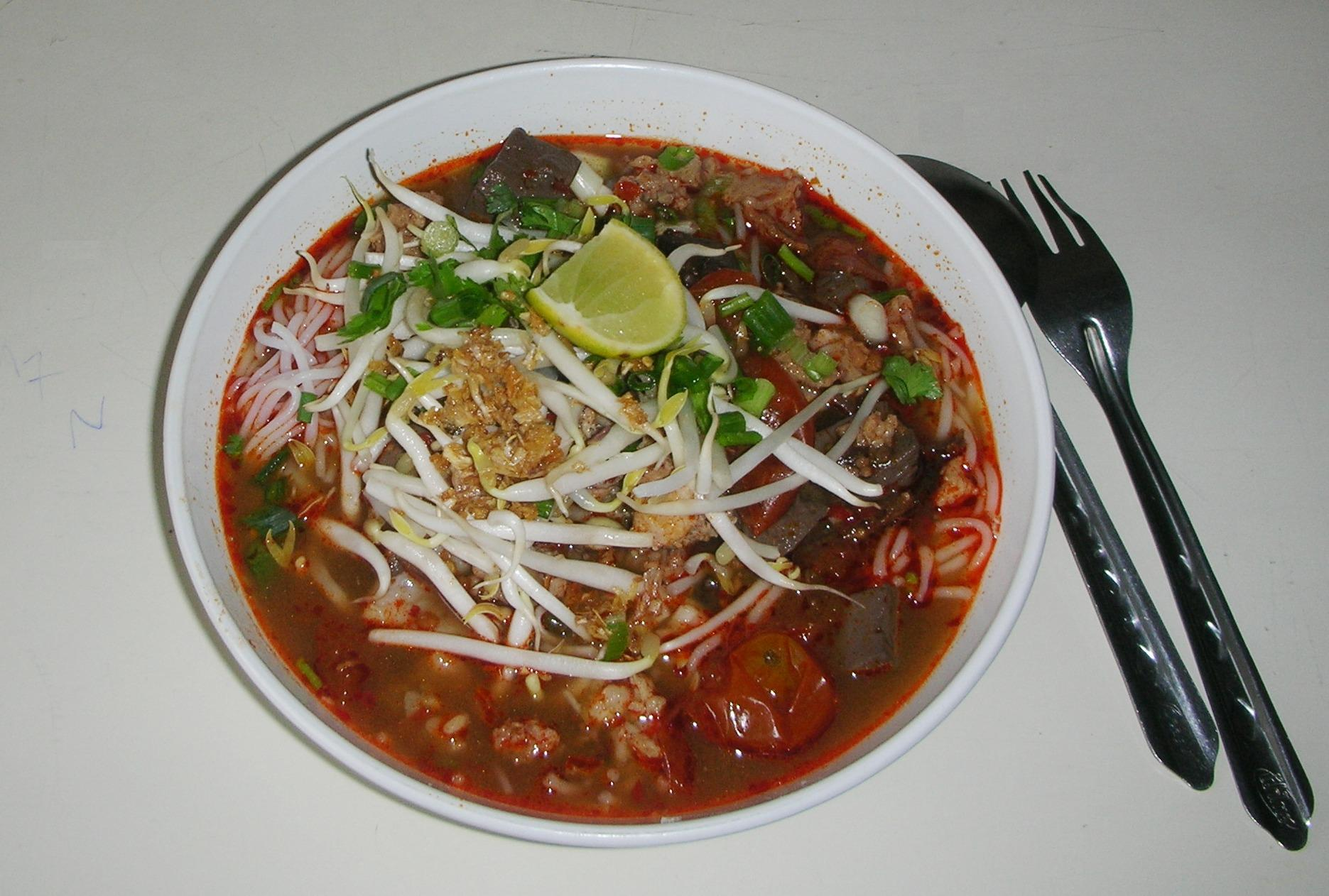
数種類の麺が入ったナム・ヤオ。タイ、テーサバーンナコーン・チエンラーイ

ナム・ニャオまたはナムギャオ（タイ語: น้ำเงี้ยว, 発音 [ná(ː)m ŋía̯w]）は東南アジア、主にタイ王国北部地域の麺料理である。ミャンマーの北東地域、中国南西地域の雲南省、タイ北部の主にメーホンソーン県に暮らすシャン族の料理で、ゲーン（いわゆるタイカレー）を伴うヌードル・スープとなっている。一般的にはこの料理はタイの北部料理として知られており、香辛料の効いたぴりりと辛い風味がナム・ギャオの特徴となる。

## 材料
ナム・ヤオに使われる麺としてはカノム・ジーン（細麺、数日間発酵させたライスヌードル）が一般的である。また、クァイティオ（平たい麺、ライスヌードル）やその他の麺が使われることもある。牛肉か豚肉がメインの食材となり、ルアッ（タイ語: เลือด）と呼ばれる鶏あるいは豚の血の塊（ブラッドソーセージ）が用いられる場合もある。トマトが料理に酸味を与え、そこにカリカリに炒めたトウガラシとニンニクが加えられる。アクセントとしてタイ北部で良く用いられるトゥア・ナオ（味噌のようなもの）が加えられたり、あるいはその代用としてシュリンプペーストが用いられる場合もある。ナム・ヤオにはしばしば口直しのケップ・ムー（แคบหฺมู、豚の皮を揚げたもの）が添えられる。
「ナム・ヤオ」（あるいはナム・ニャオ）という名称の由来には2つの説がある。1つはタイ語でキワタを意味する「ニ゛ョ」（タイ語: งิ้ว）に由来するというもの。乾燥させたキワタの花の芯は調味料としてよくスープに使われる。もう1つ由来とされている語は「ニ゛ャオ」であり、これはタイ北部においてシャン人に対して使われる蔑称である。
ナム・ヤオはもともとはシャン州の料理であるが、シャン州のみならずプレー県などタイ北部では一般的な料理となっている。またラーンナー地域では縁起物とされ、しばしば宴会や祝いの席で提供される。